# Liste der Könige von Larsa
Larsa war ein Stadtstaat in Sumer, etwa 25 km südöstlich von Uruk. In der Bibel wird Larsa im 1. Buch Mose 14:1 als Ellasar erwähnt.

## Könige von Larsa
| Name                                                | Regierungszeit (Mittlere Chronologie) | Kommentar      |
| --------------------------------------------------- | ------------------------------------- | -------------- |
| 1. Dynastie                                         |                                       |                |
| Naplanum                                            | 2025 v. Chr. – 2006 v. Chr.           |                |
| Emisum                                              | 2005 v. Chr. – 1978 v. Chr.           |                |
| Samium                                              | 1977 v. Chr. – 1943 v. Chr.           |                |
| Zabaya                                              | 1942 v. Chr. – 1934 v. Chr.           |                |
| Gungunum                                            | 1933 v. Chr. – 1907 v. Chr.           |                |
| Abisare                                             | 1906 v. Chr. – 1896 v. Chr.           |                |
| Sumuel                                              | 1895 v. Chr. – 1867 v. Chr.           |                |
| Nur-Adad                                            | 1866 v. Chr. – 1851 v. Chr.           |                |
| Sin-Iddinam                                         | 1850 v. Chr. – 1844 v. Chr.           |                |
| Sin-Eribam                                          | 1843 v. Chr. – 1842 v. Chr.           |                |
| Sin-Iqischam                                        | 1841 v. Chr. – 1836 v. Chr.           |                |
| Silli-Adad                                          | 1835 v. Chr. – 1835 v. Chr.           |                |
| Warad-Sin                                           | 1834 v. Chr. – 1823 v. Chr.           |                |
| Rim-Sin I.                                          | 1822 v. Chr. – 1763 v. Chr.           |                |
| Babylonische Herrschaft                             | 1762 v. Chr. – 1738 v. Chr.           | Vasallenstatus |
| 2. Dynastie                                         |                                       |                |
| Rim-Sin II.                                         | 1737 v. Chr. – 1737 v. Chr.           |                |
| Larsa fällt endgültig an das Alt-Babylonische Reich |                                       |                |